# 與你在世界終結之日
《與你在世界終結之日》是日本電視台與Hulu共同製作的電視劇，第一季於2021年1月17日至3月21日在週日連續劇時段播出，第二季於同年3月21日至4月25日在Hulu播出，第三季於2022年2月25日在Hulu播出，第四季於2023年3月19日在Hulu播出，由竹內涼真主演。
故事在电影《與你在世界終結之日-FINAL》总结，2024年1月26日上映。
台灣由friDay影音、KKTV自1月18日起每週一同步跟播。

## 登場人物

### 主要人物
- 間宮響〈26〉：竹內涼真（16年前：小林未來）（香港配音：陳漢祺；童年：顧詠雪）

本作的主角，高中時為弓道部社員，當時為找尋父親消失半年。職業為汽車維修工。擅長料理、射箭及維修器械。原本準備向女朋友來美求婚，後因隧道倒塌被困隧道內數天後才逃出，發現城中一片狼藉大部分人都成為了喪屍，為了尋找女友來美和其他生還人仕一起前往駐防地。與刀集團合作，在猿島駐守，後進入駐防地偷取物資。敏俊受感染後與敏俊姐姐合作打算取得疫苗救敏俊，但發現冷藏裝置中沒有疫苗，負傷取出半完成版的疫苗給敏俊。在敏俊變異後親手殺了敏俊。近乎愚蠢的天真、幼稚、固執和熱血，一直無條件相信其他人的大笨蛋，每每連累身邊人陷入危險狀況。自稱為世界上最不懂放棄的男人，但數次做出自殺行為。抗拒使用槍械、口袋及背包等物品。
第二季加入希望之家，為了找尋來美的藥隻身到福島搜索不果，還差點慘遭戴綠帽。是個能與槍傷自己的第三者和諧相處的怪好人。第三季預計又再重複尋妻直到世界終結。
- 小笠原來美〈26〉：中條彩未（香港配音：杨婉潼）

研修兩年的實習醫生。響的同居女友。高中時，與響同為弓道部社員。為見男友答應協助取樣喪屍血液。採樣中途曾被刀集團劫持，幫助醫好傷者。被告知響死後迷失了自己，成為首藤實驗對象。為橘愛奈變成喪屍而自責，決心要親手殺死殺掉愛奈的人。在駐防地捅了敏俊一刀導致他負傷後被喪屍咬傷。於搜索猿島時被響用弓箭射中，靠着喪屍病毒驚人的回復能力活了過來。
第二季出現被感染症狀，有時會血管浮現，眼睛充血，精神恍惚，中途更失憶。是個雖然在失憶狀態但依然能夠為病人進行治療手術的天才醫生。

### 間宮家
- 間宮拓郎：小市慢太郎（香港配音：袁德基）

響的父親，製藥公司的研究員。妻子死後，秘密調查首藤，發現背後有更大的組織看上了病毒的潛力。之後他被人威脅，為免連累響於是在富士山假裝自殺，及後隱姓埋名。在病毒爆發後，在希望之家充當醫生。一年前被發現有不治之症。告訴響愛不只一種方式，而他的離開也是愛。
- 間宮琴子：臼田麻美（香港配音：馮詠恩）

響的母親。第一個被首藤創造的喪屍，以基因治療為由被打入喪屍病毒，被變成喪屍後，長期被首藤囚禁以進行非法實驗。手扣上有001編號。被響放出後咬傷了大腿受傷的敏俊。

### 移動小組
- 等等力比呂〈26〉：笠松將（香港配音：周倚天）

警察。機動搜查隊巡查部長，本鄉的部下。
與響和來美是高中同學，也是弓道部社員。和響曾是很好的朋友，喜歡來美。對響甚有意見，經常和響起衝突。為報復本鄉之死，射殺了一名自衞隊員。更潛入駐防地與來美接觸，向來美謊稱響已死，導致來美傷心欲絕一度尋死。

第二季加入了希望之家，與佳奈惠假裝夫妻，覺得與佳奈惠同病相憐更發生了關係。是個會用鏈鋸鋸斷自己的手而非鋸斷手扣逃避喪屍的天才警察。
- 柊木佳奈惠〈21〉：飯豐萬理江（香港配音：何凯怡）

大學3年級生。喜歡響。從小被父母言語暴力所以毫無自信。在商場與小組成員爭執時憤然離去，後被刀集團挾持以取得小組的槍械。在紹子鼓勵下與響告白。
第二季加入希望之家，與等等力假裝夫妻，覺得與等等力同病相憐更發生了關係。
- 尹敏俊〈24〉：金宰鉉（香港配音：杜景煜）

韓國青年，尹吉恩的弟弟。懂跆拳道，搬屋公司兼職工，甲本的部下，姐姐是唯一的家人。因為姐姐一直很忙，所以總是自己一個孤獨地過，到日本的目的就是為了找姐姐。與響合作無間，潛入駐防地時被來美刺傷大腿，被響母親的喪屍追上咬中，後殺死了響母親。重視響，不希望響知道來美刺傷自己的事實，並向響道歉殺死了響母親。打了響帶回來的未完成版疫苗，但疫苗無法阻止其變異，在夕陽下變異被響殺死。
第二季有與其樣貌相似的神秘男子出現。
- 本鄉大樹〈35〉：大谷亮平（香港配音：袁德基）

警察。機動搜查隊警部補。於駐防地前被射殺。
- 宇和島雅臣〈68〉：笹野高史（香港配音：譚漢華）

小説家，中途被咬但表示依然想活下去，最後為免成為負累犧牲了自己。
- 甲本洋平〈46〉：槙田Sports（香港配音：何家裕）

搬運工，為人自私，一直過得很孤獨，以自己生命為優先，間接令宇和島雅臣被咬。對敏俊很重視，內心對他像家人一樣。
- 三原紹子〈40〉：安藤玉惠（香港配音：梁佩瑤）

個人助理，結月的母親。謊稱自己把前夫狛江聰引到有喪屍的船上。
第二季加入希望之家後與甲本洋平假裝夫妻。
- 三原結月〈10〉：橫溝菜帆（香港配音：成樂怡）

小學生，紹子的女兒。患有哮喘病，需要定期服藥。把父親狛江聰引到有喪屍的船上。
第二季加入希望之家後與甲本洋平假裝父女。
- 吾妻伸二〈36〉：鈴之助（香港配音：陈健豪）

快遞員。
- 狛江聰：長谷川朝晴（香港配音：袁德基）

記者。三原紹子的前夫三原結月的爸爸，是個家暴犯，被引到有喪屍的船上被喪屍咬傷。
- 小池：井上依吏子（香港配音：馮詠恩）

記者，在醫院外被咬。

### 駐防地小組
- 首藤公貴〈46〉：瀧藤賢一（香港配音：周鑫霆）

瘋狂的研究員，駐防地首席科學家。為人兇殘無情，認為疫苗是控制人心的魔法。為了復活妻子長期進行人體實驗。曾是響媽媽生前的醫生，用基因治療的名義把響媽媽變成喪屍。發現小笠原來美的基因與喪屍病毒有特殊關連後，把來美洗腦成下一個實驗品。憎恨響破壞了電力裝置，安排來美和響自相殘殺。帶着妻子的屍體逃跑時被喪屍咬中，射傷等等力後變異被響擊殺。

- 尹吉恩〈31〉：玄理（香港配音：顾咏雪）

日韓新興感染症對策機構的研究員，尹民俊的姐姐。致力投身於醫學，決心研發出喪屍疫苗。計劃將冷藏裝置中的疫苗交給響，用槍射中自己大腿以製造響挾持自己取疫苗的假象。發現冷藏裝置並沒有疫苗，所有東西都是首藤的謊言。把半成品疫苗交給響希望救回弟弟，後被首藤囚禁。
- 橘勝利〈15〉：田中奏生（香港配音：李震权）

來美在避難所遇到的兄妹中的哥哥，發生車禍時被金屬刺穿身體需要緊急進行手術。駐防地被喪屍入侵，妹妹被咬，勝利自責令妹妹成了喪屍，鬆開妹妹喪屍的束縛，後來妹妹喪屍攻擊入侵駐防地偷取物資的佳奈惠，目擊妹妹被「恐怖分子」殺掉，為報仇與敏俊和佳奈惠搏鬥。潛入猿島射傷紹子，後被感化加入主角團伙。
第二季於希望之家被神秘集團斬首。
- 橘愛奈〈8〉：新津知世（香港配音：何凯怡）

來美在避難所遇到的兄妹中的妹妹。在駐防地獨自一個跳繩時被咬成了喪屍，來美因此覺得很內疚，想用自己作為實驗體製造出疫苗救回愛奈。被勝利鬆開束縛後攻擊入侵駐防地偷取物資的佳奈惠，最後被響殺掉。
- 牛込浩二郎〈55〉：神保悟志（香港配音：袁德基）

自衛官。一等陸佐。橫須賀基地的最高指揮官，懷疑首藤的目的的他被首藤下毒成了喪屍困在地牢中。
- 桑田陸斗〈28〉：淺香航大（香港配音：何家裕）

自衛官。一等陸尉。夢想是成為拯救人的英雄。懷疑首藤的目的，後來被首藤追捕，逃到猿島投靠主角團。在猿島與吉恩被喪屍圍困後犧牲自己爭取時間給吉恩逃跑。
- 澤健太郎：堀家一希（香港配音：陈成港）

自衛官。三等陸尉。桑田的部下。
- 海野航〈18〉：坪根悠仁（香港配音：李震权）

新人自衛官。二等陸士。
- 三角：金井勇太（香港配音：陈健豪）

自衛官。二等陸佐。
- 葛島俊〈26〉：八木拓海（香港配音：李震权）

研究員。尹吉恩的部下。
- 首藤的妻子：高田和加子

死於不治之症，屍體被保存在冷凍裝置之中。

### 刀集團
- 坪井〈30〉：小久保壽人（香港配音：陈健豪）

刀集團首領。懂得控制喪屍方法，將喪屍引入地牢困住，想要取得主角團的槍械。因被懷疑感染病毒後被父母拋棄表現得不信任別人。被自衞隊攻破據點後帶着集團退守到猿島，與響在猿島再相遇，收留了響一行人。
- 春〈29〉：田中道子（香港配音：冯咏恩）

刀集團的成員。
- 中越美亞〈22〉：芳根京子（香港配音：杨乐瑶）

人氣女演員，與男友為地下情，男友為等被隔離的她沒有撤離最後被喪屍咬。加入主角團做卧底收集武器情報，被喪屍圍攻時選擇撲向喪屍化的男友自願被咬。
- 櫻花：鈴木咲（香港配音：顾咏雪）

受刀集團保護的少女。
- 筧：諏訪太朗（香港配音：何家裕）

被政府懷疑感染病毒後被隔離再被拋棄，後受刀集團保護的老人。

### 猿島小組
- 御前崎：宇野祥平（香港配音：袁德基）

猿島上的醫生，首藤的前同事。

### 第二季

#### 希望之家小組
- 秋吉蓮：本鄉奏多（香港配音：譚禹晋）

前「秋吉度假村」専務，美佐子的兒子。答應響照顧好來美。妒忌響，喜歡來美，打算與來美假戲真做成為真夫妻。
- 秋吉美佐子：濱田麻里（香港配音：姜麗儀）

「希望之家」的領袖，前「秋吉度假村」社長，蓮的母親。
- 野呂翔平：吉澤悠（香港配音：杜景煜）

前避難民。
- 邊見茂：木村了（香港配音：陳成港）

美沙子的前秘書。
- 津之森菜菜子：真魚（香港配音：馮詠恩）

避難所居民，颯太的妻子。懷孕期間被喪屍而感染。
- 津之森颯太：三浦獠太（香港配音：陳健豪）

菜菜子的丈夫。

### 其他人物
- 神秘男：金宰鉉（香港配音：杜景煜）

## 製作人員
- 劇本：池田奈津子
- 導演：菅原伸太郎、中莖強、久保田充
- 音樂：Slavomir Kowalewski、A-bee
- 主題曲：菅田將暉〈仰望星星〉（日本史詩唱片）
- 插曲：安田麗〈Not the End〉（SME Records）
- 總製作人：加藤正俊、茶前香
- 製作人：鈴木亞希乃、鬼頭直孝、伊藤裕史
- 協力製作人：白石香織
- 製作：福士睦、長澤一史
- 製作協力：AX-ON
- 製作著作：日本電視台、HJ Holdings,Inc

## 播出日程
| 集數                                                                      | 播出日期 | 導演       | 收視率 |
| ------------------------------------------------------------------------- | -------- | ---------- | ------ |
| 第1話                                                                     | 1月17日  | 菅原伸太郎 | 8.4%   |
| 第2話                                                                     | 1月24日  | 菅原伸太郎 | 8.2%   |
| 第3話                                                                     | 1月31日  | 中茎強     | 8.0%   |
| 第4話                                                                     | 2月07日  | 中茎強     | 8.4%   |
| 第5話                                                                     | 2月14日  | 久保田充   | 7.2%   |
| 第6話                                                                     | 2月21日  | 久保田充   | 7.1%   |
| 第7話                                                                     | 2月28日  | 菅原伸太郎 | 7.1%   |
| 第8話                                                                     | 3月07日  | 中茎強     | 7.1%   |
| 第9話                                                                     | 3月14日  | 菅原伸太郎 | 7.8%   |
| 最終話                                                                    | 3月21日  | 菅原伸太郎 | 8.4%   |
| 平均收視率 7.7%（收視率由Video Research調查關東地區、家戶的即時統計資料） |          |            |        |

## 外部連結
- 官方网站（日語）
  - 與你在世界終結之日的X（前Twitter）（日語）
  - 與你在世界終結之日的Instagram帳戶（日語）

| 日本 日本電視台 週日連續劇                  | 日本 日本電視台 週日連續劇                          | 日本 日本電視台 週日連續劇 |
| ------------------------------------------- | --------------------------------------------------- | -------------------------- |
|                                             | 與你在世界終結之日 （2021年1月17日－2021年3月21日） |                            |
| 極道主夫 （2020年10月11日－2020年12月13日） | 涅墨西斯 （2021年4月11日－2021年6月13日）           |                            |